# هنري كلارك (رجل أعمال)
هنري كلارك (بالإنجليزية: Henry Clarke)‏ هو شخصية أعمال أمريكي، ولد في 19 مايو 1933، وتوفي في 31 مارس 2013.